# نابودگر (شخصیت)
نابودگر (به انگلیسی: Terminator، ترمیناتور) که با نام تی-۸۰۰ (به انگلیسی: T-800) و مدل ۱۰۱ (به انگلیسی: Model 101) نیز شناخته می‌شود، یک سایبورگ خیالی در سری نابودگر است که جزو شخصیت‌های اصلی این مجموعه فیلم به‌شمار می‌رود. این شخصیت توسط جیمز کامرون و گیل آن هرد ساخته شده‌است. ماموریت‌های نابودگر توسط اسکای نت(skynet) به او می‌رسد که یکی از آنها قتل به‌طور ویژه برای کشتن جان کانر بود. روبات پیشرفته انسان نما که برای قتل انسان‌ها برنامه‌ریزی شده و دارای بدنی فلزی و ضد گلوله است که با بافت انسانی پوشیده شده. او قابلیت تغییر و تقلید صدا دارد. وزنش ۱۸۰ کیلو است و نیازی به خواب یا شارژ کردن خود ندارد و طبق گفته خود در نابودگر ۲: روز داوری، ۱۲۰ سال عمر میکند.
اولین حضور شخصیت نابودگر به عنوان یک شخصیت منفی در فیلم نابودگر به کارگردانی جیمز کامرون بود. اما بعد از آن در سری فیلم‌های دیگر نابودگر او شخصیت غیر منفی دارد که علاوه بر اینکه قصد کشتن کسی را ندارد؛ بلکه مأموریت او مراقبت از افراد است.
ایفاگر این نقش در سه فیلم اول، فیلم پنجم، فیلم ششم و تی ۲ سه بعدی: نبرد در میان زمان آرنولد شوارتزنگر، رولاند کیکینگر در فیلم چهارم (با چهره دیجیتالی آرنولد) و برت آذر (با چهره دیجیتالی آرنولد) در نقش جوانی این شخصیت در فیلم پنجم و ششم است.

## خلق نابودگر
جیمز کامرون خالق سری نابودگر چنین تعریف می‌کند:
"مریض و از پا افتاده بودم و تبم حسابی بالا بود. یکدفعه رویایی دیدم که در آن یک هیبت فلزی مرگبار از درون آتش بیرون می‌آمد. می‌دیدم که پوستش بر اثر تماس با شعله‌های آتش از بیخ و بن کنده و واقعیت درونش آشکار شده بود. وقتی توانستم تا اندازه‌ای تصویر واضح و روشن از خوابی که دیده بودم به یاد بیاورم، شروع به ترسیم آن کردم و این رویا تا امروز ادامه یافته‌است."

## مدل‌های مختلف

نابودگر اغلب با نام‌های مختلف "تی ۸۰۰" یا "تی ۸۵۰" یا "مدل ۱۰۱" شناخته می‌شود. در حقیقت "مدل ۱۰۱" اشاره به مدل‌هایی از نابودگر دارند که صورت آن‌ها شبیه آرنولد شوارتزنگر می‌باشد. "تی ۸۰۰" یا "تی ۸۵۰" اشاره به اسکلت فلزی نابودگر دارند.

## حضور در فیلم‌ها
توجه: توضیحات زیر پایان تمام فیلم‌ها را لو می‌دهد.

### نابودگر ۱۹۸۴
نابودگر در فیلم اول (با بازی آرنولد شوارتزنگر) از سال ۲۰۲۹ توسط اسکای نت به سال ۱۹۸۴ برگردانده می‌شود تا زن جوانی به نام سارا کانر را به قتل برساند. زیرا سارا مادر جان کانر، کسی که اسکای نت را در آینده نابود می‌کند است. نیروی مقاومت انسان‌ها نیز شخصی به نام کایل ریس را برای حفاظت از سارا به گذشته می‌فرستد. کایل پدر جان کانر است. فیلم حول محور نبرد این دو فرستاده می‌گذرد. کایل با بمب خود ساخته اش کامیونی که نابودگر در حال رانندگی بود را منفجر می‌کند. این کار سبب مرگ نابودگر نشده و تنها بافت انسانی اش را نابود می‌کند. کایل دوباره با بمب خودساخته اش به نابودگر حمله کرده و بدن فلزی آن را از وسط به دو نیم می‌کند و خود می‌میرد. اما نابودگر با بالاتنه خود به سارا حمله می‌کند ولی او توسط پرس هیدرولیکی به دست سارا کانر نابود می‌شود. در آخرین سکانس فیلم هم کارگردان سارا کانر را که از کایل حامله است به تصویر می‌کشد.

### نابودگر ۲:روز رستاخیر ۱۹۹۱
در این فیلم یک نابودگر دیگر (باز هم با بازی آرنولد شوارتزنگر) به گذشته برمی‌گردد تا از جان کانر، رهبر آینده مقاومت انسان‌ها در کودکی برابر یک نابودگر پیشرفته جیوه ای به نام تی-۱۰۰۰ (با بازی رابرت پاتریک) محافظت کند. نابودگر از نقش منفی فیلم قبل به قهرمان داستان این فیلم تبدیل می‌شود و موفق می‌شود رابطه پدر-فرزندی با جان کانر برقرار کند به طوری که سارا کانر (با بازی لیندا همیلتون) اقرار می‌کند که این شی (نابودگر) بهترین پدر دنیا است. جان نیز گاهی نابودگر را جلوی دیگران عمو باب خطاب و معرفی می‌کند. سارا کانر به همراه نابودگر آزمایشگاهی که برای ساخت نابودگرها در آن استفاده می‌شد را نابود می‌کند و تمام تکنولوژی ساخت نابودگر را از بین می‌برد. در انتها پس از نابود کردن تی ۱۰۰۰، نابودگر برای اینکه از تکنولوژی اش برای ساختن نابودگرها در آینده استفاده نشود (زیرا تبدیل به تنها بازمانده از نابودگرها شده بود و تنها از طریق آن می‌شد نابودگرها را در آینده ساخت)، با اختیار خودش درخواست می‌کند نابود شود و از بین می‌رود.

### نابودگر ۳:خیزش ماشین‌ها ۲۰۰۳
پس از اینکه یک نابودگر مؤنث به نام «تی ایکس»(کریستینا لوکن) برای کشتن جان کانر جوان به گذشته برمی گردد، همسر جان کانر کیت بروستر، نابودگری که جان را در آینده کشته بود (آرنولد) را دوباره فعال می‌کند و برای محافظت از جان به گذشته می‌فرستد. جان کانر خیال می‌کند که همه چیز درمورد نابودگر به پایان رسیده و با مرگ مادرش سارا کانر از سرطان خون، حال یک زندگی عادی دارد. اما متوجه می‌شود که همه چیز تمام نشده و او و مادرش فقط آن را به عقب انداخته‌اند. نابودگر در این فیلم موفق می‌شود جان کانر و همسرش را نجات بدهد و با استفاده از سلول هیدروژنی خودش، تی ایکس را نابود کند که این امر به نابودی خودش نیز می‌انجامد.

### نابودگر :رستگاری ۲۰۰۹
در این فیلم، نابودگر (با بازی رولاند کیکینگر و صورت دیجیتالی آرنولد) به عنوان یک ضدقهرمان فرعی ظاهر می‌شود. نابودگر به جان کانر در مقر اسکای نت حمله می‌کند و جان کانر (با بازی کریستسین بیل)با شلیک نارنجک به او بافت انسانی چهره اش را از بین می‌برد. با اینحال ترمیناتور موفق می‌شود صورت جان کانر را زخمی‌کند و شی فلزی را در قلب او فروکند. سرانجام نابودگر توسط مارکوس نابود می‌شود.

### نابودگر: جنسیس (پیدایش) ۲۰۱۵
این فیلم با ترکیبی از نابودگر ۱ و نابودگر ۲ آغاز می‌شود. بعد از اینکه نابودگر فیلم اول (با بازی برت آذر و چهره دیجیتالی آرنولد) به گذشته برمی گردد تا سارا کانر را به قتل برساند اما (به دلیل عوض شدن تاریخ گذشته و وقوع تاریخ جایگزین) توسط نابودگری مسن تر به نام پاپز (با بازی آرنولد) مورد حمله قرار گرفته و غیرفعال می‌شود. پاپز نابودگری انسان‌ها که از آینده‌ای نامعلوم برای حفاظت از سارا کانر به زمان ۹ سالگی وی سفر کرده‌است و او را برای مقابله با نابودگران آماده کرده‌است. کایل ریس نیز از آینده برای محافظت از سارا کانر آمده اما متوجه می‌شود که سارا کاملاً آماده است. تی-۱۰۰۰ نیز از آینده برای قتل سارا کانر آمده ولی پاپز او را نابود می‌کند. ماجرای فیلم حول محور نابودی اسکای نت سپری می‌شود. جان کانر که توسط اسکای نت تغییر یافته و تبدیل به نابودگر تی-۳۰۰۰ شده و شخصیت منفی داستان است، به شخصیت‌های فیلم (سارا و پاپز و کایل ریس) حمله می‌کند. سرانجام در پایان فیلم جان کانر توسط پاپز نابود می‌شود و پاپز تبدیل به تنها نابودگر مسافر زمان می‌شود که در پایان فیلم زنده می‌ماند.

### نابودگر:سرنوشت تاریک ۲۰۱۹
پس از وقایع ترمیناتور۲،سارا کانر (با بازی لیندا همیلتون)با عوض کردن سرنوشت سبب مرگ پسر خود، جان کانر توسط نابودگر (با بازی برت آذر با چهره دیجیتالی آرنولد) می‌شود. سارا کانر اسکای نت را نابود کرده و دیگر هیچ مأموریتی برای نابودگر فرستاده نمی‌شود. نابودگر پس از مرور زمان و زندگی با انسان‌ها کمی انسانیت را درک کرده و حال یک ربات مسن با نام کارل (آرنولد شوارتزنگر)است که با آلیشا و متیو در حال زندگی است و با مراقبت از این زن و پسرش مأموریتی به خود داده و قتل را کنار گذاشته‌است، در واقع تشکیل خانواده داده. اما دوباره با سارا کانر به همراه دَنی (کسی که قرار است راه جان کانر را ادامه دهد، ناتالیا رئیس) و گِرِیس (کسی که از آینده برای محافظت از دنی آمده، مک کنزی دیویس)برخورد می‌کند. نابودگر به خانواده اش می‌گوید که اینجا را ترک کنند زیرا دیگر امن نیست و با آنها خداحافظی می‌کند زیرا دوباره باید به دوران قبل خود بازگردد. حال آنها برای مرگ رِو۹(روباتی پیشرفته که برای قتل دنی از آینده آمده، گابریل لونا) با هم همدست شده و در نهایت او را نابود می‌کنند و این کار سبب مرگ کارل و گریس می‌شود. محوریت این فیلم بر شخصیت‌های سارا کانر، دنی و گریس است و کارل از اواسط داستان وارد شخصیت‌های اصلی می‌شود.

## جاذبه ها

### تی ۲ سه بعدی: نبرد در میان زمان
آرنولد شوارتزنگر نقش خود را از نابودگر ۲ در این جذابیت Universal Studios ، که در آن او و جان کانر تلاش برای متوقف کردن روز داوری بود ، تکرار کرد. آنها برای جلوگیری از اتمام اسکای نت به آینده سفر می کنند و به سایبرداین نفوذ می کنند.

## دیگر حضورها

### بازی ویدئویی
در ۲۱ آگوست ۲۰۱۹ ، توسط توسعه دهنده NetherRealm Studios اعلام شد که یک نابودگر تی-۸۰۰ به عنوان شخصیت قابل پخش مهمان در مورتال کمبت ۱۱ ، یک بازی مبارزه ای 2.5D که قبلاً در همان سال منتشر شد ، اضافه می شود. این شخصیت یکی از شش شخصیت در مجموعه بازی های Kombat Pack در کنار شخصیت های مهمان دیگر از جمله و جوکر است که دارای محتوای قابل بارگیری است. چهره نابودگر در این بازی مانند فیلم نابودگر: سرنوشت تاریک طراحی شده است.
نابودگر در بازی ویدیویی استراتژی MMO موبایل ، نابودگر جنسیس: جنگ آینده ظاهر می شود که توسط Plarium ایجاد شده است.

### کمیک
نابودگر در هیچ کمیکی وجود ندارد

## بازیگران
در سه فیلم اول سری نابودگر این نقش توسط آرنولد شوارتزنگر ایفا شد ولی در سال ۲۰۰۹ به دلیل اینکه آرنولد فرماندار ایالت کالیفرنیا بود نتوانست در فیلم چهارم حضور داشته باشد و رولاند کیکینگر این نقش را ایفا کرد و با جلوه‌های ویژه چهره آرنولد (فیلم نابودگر محصول ۱۹۸۴) را برای وی می‌گذارند. در سال ۲۰۱۵ در فیلم نابودگر جنسیس آرنولد در نقش نابودگری مسن (پاپز) برگشت با اینحال نقش نابودگر فیلم اول و جوانی شخصیت پاپز توسط برت آذر (مجدداً با چهره دیجیتالی آرنولد) ایفا شد. آرنولد در فیلم ششم نابودگر نیز نقش نابودگری مسن را با نام (کارل) ایفا می‌کند. برت آذر مجدداً در نقش جوانی نابودگر برمیگردد.

## دیالوگ محبوب
- برمیگردم، که برای اولین بار در فیلم نابودگر توسط این شخصیت گفته شد و پس از آن نه تنها در تمامی سری فیلم‌های نابودگر، بلکه در بیشتر فیلم‌های آرنولد شوارتزنگر به کاربرده شده‌است.
- هاستا لا ویستا بیبی، که در فیلم نابودگر ۲:روز داوری توسط این شخصیت به کاربرده شده‌است.

## دستاوردها
- نابودگر فیلم نخست، رتبه ۲۲ شرورها را از ۱۰۰ سال... ۱۰۰ قهرمان و شرور به انتخاب بفا گرفت و در شخصیت نابودگر در فیلم دوم در رتبه ۴۸ قهرمانان رتبه‌بندی شد. آرنولد شوارتزنگر تنها بازیگری است که با یک نقش در دو فهرست این لیست جای گرفته‌است.
- همچنین این شخصیت دارای رتبه چهاردهم در رتبه‌بندی مجله امپایر از ۱۰۰ شخصیت برتر فیلم است.
- از فوریه ۲۰۲۰ ، تی-۸۰۰ به "بهترین شخصیت های فیلم در همه زمان" رنکرر # ۶ رای داده می شود.[۷] Watch-Mojo این شخصیت را در ۱۰ فیلم شرور برتر فیلم قرار می دهد که در فیلم خوب هستند.